# Robert Rigel
Robert Rigel (* 6. März 1872 in Bremen; † 5. Februar 1951 in Großgmain) war ein österreichisch-deutscher Offizier, zuletzt Generalmajor, und SA-Führer, zuletzt im Rang eines SA-Obergruppenführers.

## Leben und Wirken
Rigel war der Sohn eines Angestellten. In seiner Jugend wurde er zur Erziehung in eine Kadettenschule gegeben, die er mit der Matura abschloss. Anschließend wurde er Berufsoffizier der k.-und-k.-Armee. In dieser gehörte er seit 1901 (?) dem Infanterieregiment 69 an. Bei dieser Einheit verblieb er offiziell bis 1918, wiewohl er während des Ersten Weltkriegs auch in Luftwaffeneinheiten eingesetzt wurde. Bis zum Krieg hatte er den Rang eines Hauptmanns erreicht und im Krieg stieg er bis zum Oberstleutnant auf.
Nach dem Ende des Krieges wurde Rigel in das österreichische Bundesheer übernommen. 1926 wurde er als Generalmajor zwangspensioniert. In den folgenden Jahren engagierte er sich in der Heimwehr-Bewegung.
Zum 30. November 1930 trat Rigel in die NSDAP ein (Mitgliedsnummer 361.522). Zum 1. Mai 1931 wurde er außerdem Mitglied der SA. Seinen höchsten Rang in der SA erreichte er mit der Beförderung zum SA-Obergruppenführer im Jahr 1942.
1933 floh Rigel, um der Verfolgung durch die österreichischen Behörden zu entgehen, nach Deutschland. Dort wurde er Mitglied der Österreichischen Legion, innerhalb derer er die Leitung des Lager Wöllerhof in der Oberpfalz übernahm. 1935 wechselte Rigel als Erzieher in der Reichsführerschule der SA. Von dort kam er im August 1937 als Abteilungschef in das Erziehungshauptamt der Obersten SA-Führung.
Von 1938 bis 1940 war Rigel Geschäftsführer der Wiener Flughafengesellschaft.
Im April 1940 übernahm Rigel in Vertretung von Reschny die Führung der SA-Gruppe Donau. Vom 1. April 1942 bis zum 16. März 1945 amtierte er außerdem als Ratsherr der Stadt Wien, wobei er an die Stelle des im Zweiten Weltkrieg gefallenen Kreisleiters Hirsch rückte.

## Beförderung
Beförderungen in der Armee
- 1. November 1898: Oberleutnant
- 1. Mai 1909: Hauptmann
- 1. Mai 1915: Major
- 1. Februar 1918: Oberstleutnant

Beförderungen in der SA
- 1932: SA-Standartenführer
- 1933: SA-Oberführer
- 1935: SA-Brigadeführer
- März 1942: SA-Obergruppenführer

## Schrift
- Der SA.-Mann im Gelände. Huber, München 1934. Wurde 1938 auf die Liste des schädlichen und unerwünschten Schrifttums gesetzt.[2]